# دال پلو
دال پَلان یا دال پَلو یکی از بازی‌های بومی در استان کرمانشاه ، استان ایلام و استان لرستان و استان همدان است.

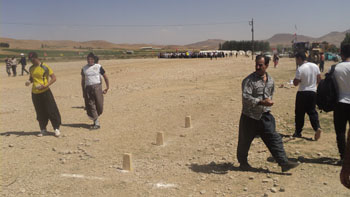
بازی دال پلان

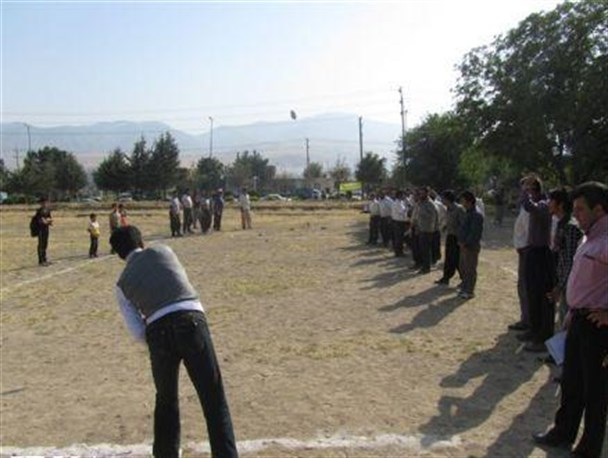
بازی دال پلان

## نحوه بازی
بازیکنان به دو دستهٔ چند نفری تقسیم می‌شوند و به‌فاصله ده الی بیست‌متری روبه‌روی یکدیگر قرار می‌گیرند. هر گروه آنجا که ایستاده‌اند سه عدد سنگ به‌عنوان هدف به‌صورت عمودی روی زمین قرار می‌دهند. در گروهی که بازی را شروع می‌کند، باید هر نفر یک سنگ به طرف دال‌های طرف مقابل پرتاب کند. گاهی یکی از گروه‌ها یکنفر کم دارد و در این صورت این گروه حق دارد یک سنگ اضافه پرتاب کند. 
هر گروه که زودتر سه هدفِ گروه مقابل را بیندازد، برندهٔ بازی خواهد بود.